# Gustavo Balsamo-Crivelli
Gustavo Balsamo-Crivelli (Torino, 25 febbraio 1869 – Torino, 5 dicembre 1929) è stato un filologo e scrittore italiano.

## Biografia
Il marchese Balsamo-Crivelli, socialista e giobertiano, fu il direttore de Per l'Idea, supplemento letterario mensile del periodico socialista Il Grido del Popolo e, dal 13 settembre 1900 al 5 maggio 1903, curò la rubrica Idee, uomini, libri dell'Avanti!, lasciata quando Enrico Ferri assunse la direzione del quotidiano socialista.
Fu tra i fondatori della Società di Cultura, un circolo culturale frequentato da tutti gli intellettuali torinesi dei primi anni del Novecento, e collaborò al quotidiano Il Tempo e al periodico letterario Il campo. Curò numerose opere di classici italiani e la pubblicazione Del primato morale e civile degli italiani di Vincenzo Gioberti e, con il filosofo Giovanni Gentile, dei frammenti Della riforma cattolica e Della libertà cattolica.

## Opere
- Le amate, Torino, [s.n.], 1892.
- Crepuscolo d'anime, Milano, Galli di Chiesa & Guindani, 1894.
- La fortuna postuma delle carte e dei manoscritti di Vincenzo Gioberti, Casale, Tip. Cooperativa, di Bellatore, Bosco e C., 1916.
- Aggiunte al carteggio Gioberti-Massari, Torino, Fratelli Bocca, 1922.
- Le carte giobertiane della Biblioteca Civica di Torino, Torino, Tipografia Schioppo, 1928.

### Curatele
- Vincenzo Gioberti, Gioberti-Massari. Carteggio, (1838-1852) pubblicato e annotato da Gustavo Balsamo-Crivelli, Torino, F.lli Bocca, 1920.
- Vincenzo Gioberti, Del primato morale e civile degli italiani. Introduzione e note di Gustavo Balsamo Crivelli, Torino, UTET, 1920.
- Vincenzo Gioberti, I frammenti "Della riforma cattolica" e "Della liberta cattolica". Riveduti sugli autografi da Gustavo Balsamo-Crivelli, con prefazione di Giovanni Gentile, Firenze, Vallecchi, 1924.